# Нічич
Ні́чич (Нічеч) — річка в Україні, в межах Стрийського та Жидачівського районів  Львівської області. Ліва притока Свічі (басейн Дністра).

## Опис
Довжина 13 км, площа басейну 28,7 км². Похил річки 2,9 м/км. Річка рівнинного типу. Долина широка і неглибока, у верхів'ях місцями заліснена. Річище слабозвивисте (у пониззі більш звивисте), є перекати, дно місцями з галькою. Споруджено кілька ставків.

## Розташування
Нічич бере початок на північ від села Угільня. Тече переважно на схід. Впадає до Свічі неподалік від центральної частини села Сулятичі.